# Westerdam (schip, 1946)
Het M.S. Westerdam was een vrachtschip van de Holland-Amerika Lijn dat tevens ruimte bood aan 134 passagiers. Tijdens de Duitse aanval op Nederland in 1940 was de Westerdam in aanbouw bij de Schiedamse werf Wilton-Fijenoord. De Westerdam werd op 27 juli 1940 te water gelaten. Op 27 augustus 1942 werd het schip bij een geallieerd bombardement beschadigd en zonk.
De Westerdam werd door de Duitsers in beslag genomen en zou aan het einde van de Tweede Wereldoorlog worden bestemd om de Rotterdamse haven te blokkeren. Op 9 september 1944 kregen de Landelijke Knokploegen vanuit het Allied High Command de opdracht om deze blokkadeschepen al tot zinken te brengen vóór zij de Nieuwe Waterweg of de Nieuwe Maas konden blokkeren. Op 11 september werd de Westerdam aan de Wilhelminakade tot zinken gebracht door de buitenboordappendages te openen. De Westerdam kon door de Duitsers worden gelicht en werd afgemeerd aan de Merwehaven. Na een aantal mislukte pogingen kon de Westerdam in de nacht van 16 op 17 januari 1945 alsnog met een kleefmijn tot zinken worden gebracht. Aansluitend brachten dezelfde mannen in de Dokhaven nog een aak en een drijvende bok, de Titan tot zinken.
Na de oorlog werd de Westerdam gelicht en kwam in 1946 in de vaart. In 1964 werd het schip opgelegd in Rotterdam en in 1965 voor de sloop verkocht aan de Compañía Española de Demolición Naval in Alicante, Spanje.